# Plecturocebus miltoni
Plecturocebus miltoni is een zoogdier uit de familie van de sakiachtigen (Pitheciidae). De wetenschappelijke naam van de soort werd voor het eerst geldig gepubliceerd door F.E. Silva & J.S. Silva in 2014.

## Voorkomen
De soort komt voor in Brazilië.